# Wolfgang Perner
Wolfgang Perner (Schladming, 1967. szeptember 17. – 2019. október 1.) olimpiai bronzérmes osztrák sílövő.

## Pályafutása
1994 és 2006 között négy olimpián vett részt. A 2002-es Salt Lake City-i téli olimpián bronzérmes lett 10 km-es sprint versenyszámban. A 2006-os torinói olimpián doppingvétség miatt kizárásra került és a NOB örökre eltiltotta a versenyzéstől.

## Sikerei, díjai
- Olimpiai játékok – sprint
  - bronzérmes: 2002, Salt Lake City